# Kenema
Kenema è una città della Sierra Leone, capoluogo della provincia dell'Est nel distretto di Kenema.
È sede vescovile cattolica ed è servita dall'Aeroporto di Kenema.